# Publius Martius Verus
Publius Martius Verus war ein im 2. Jahrhundert n. Chr. lebender römischer Senator und Feldherr und stammte wahrscheinlich aus Tolosa in Südspanien.
Die Anfänge der Laufbahn von Verus sind unbekannt. Durch eine Inschrift aus Troesmis ist belegt, dass er Anfang 162 Legatus legionis der Legio V Macedonica war, die zu diesem Zeitpunkt in Moesia inferior stationiert war. Noch im selben Jahr wurde die Legion unter seinem Kommando in den Osten des römischen Reiches verlegt, um am Partherkrieg des Lucius Verus teilzunehmen.
Verus kämpfte unter Lucius Verus im Partherkrieg; zusammen mit Avidius Cassius führte er die römischen Streitkräfte im Süden. Für seine Erfolge wurde er 166 mit einem Suffektkonsulat belohnt. Der Konsulat, den er zusammen mit Marcus Vibius Liberalis ausübte, ist durch eine Inschrift, die auf den 23. März datiert ist und Militärdiplome, die z. T. auf den 17. April 166 datiert sind, belegt.
Den Konsulat übte er in absentia aus, da er schon im Sommer 166 zum Statthalter der Provinz Cappadocia ernannt wurde; er amtierte bis 174/175 in der Provinz. Laut Cassius Dio musste Verus vermutlich um 172 gegen einen Satrapen namens Tiridates vorgehen, der in Armenien für Unruhe sorgte. Es gelang ihm, die Situation unter Kontrolle zu bringen und Sohaimos, der von Tiridates vertrieben worden war, wieder als König von Armenien einzusetzen.
Als Avidius Cassius im Frühjahr 175 gegen Marcus Aurelius rebellierte, bekämpfte Verus ihn und wurde an seiner Stelle Statthalter der Provinz Syria; er amtierte vermutlich bis 177/178 in der Provinz. Im Jahr 179 wurde Verus – wohl als Dank für seine Loyalität – zusammen mit Commodus ordentlicher Konsul und in den Patrizierstand aufgenommen. Durch eine Inschrift ist belegt, dass er 180 in Rom in ein Priesterkollegium aufgenommen wurde, bei dem es sich möglicherweise um die Salii Palatini handelte.
Sein Sohn, Publius Martius Sergius Saturninus, war 198 ordentlicher Konsul.